# تود بيري (مدير فني)
تود بيري (بالإنجليزية: Todd Berry)‏ هو مدير فني أمريكي، ولد في 12 نوفمبر 1960.